# N.A.G.
N.A.G. (Nationale Automobil-Gesellschaft, укр. — Національне автомобільне підприємство) — з 1901 року німецький виробник автомобілів. Штаб-квартира розташована в Берліні. 1919 року відбулося злиття фірм N.A.G., Brennabor, Hansa, Hansa-Lloyd, Helios і Hannoversche Waggonfabrik в єдиний концерн Gemeinschaft Deutscher Automobilfabriken. У 1934 році компанія припинила виробництво автомобілів.

## Еміль Ратенау
Німецьку фірму AEG (Allgemeine Elektricitäts-Gesellschaft) заснував Еміль Ратенау. Він народився в грудні 1838 року в родині багатого німецького єврея, отримавши гарну освіту в Німеччині, він продовжив навчання в Англії. У 1865 році, повернувшись до Німеччини, він одружився з дочкою франкфуртського банкіра — Матильд Нахман. В результаті отримав чимале придане, щоб почати свій бізнес, він став виробляти портативні двигуни.
У 1873 році, коли його фірма була вже акціонерним товариством, його вигнали з бізнесу, і він став шукати себе на новому терені. В 1881 році в Парижі він познайомився з дітищем Едісона — електричною лампочкою. Через рік він представляв інтереси американця у всій Німеччині, заснувавши Deutsche Edison-Gesellschaft. У 1887 році за допомогою німецьких банків і Вернера фон Сіменса вдалося вийти з-під впливу Едісона, так з'явилася фірма Allgemeine Elektricitäts-Gesellschaft. Однак, незабаром Ратенау починає конфронтацію з фон Сіменсом і конкурувати з ним на ринку електричного обладнання, але в 1894 році панове помирилися за допомогою Вільгельма II, і заснували спільну фірму — Telefunken-Gesellschaft.
У 1900 році Еміль Ратенау починає захоплюватися автомобілями, йому приходить в голову ідея будувати і продавати машини. У грудні 1901 року фірма A.E.G. купує компанію Allgemeine Automobil-Gesellschaft Berlin GmbH, або скорочено A.A.G.. Ця фірма з 1898 року випускає автомобіль моделі Klingenberg. Машина була названа на честь німецького професора Георга Клінгенберга, який її і сконструював. Це був задньомоторний одноциліндровий автомобіль, який мав 2-ступінчасту коробку передач.

## Заснування компанії. Початок виробництва автомобілів

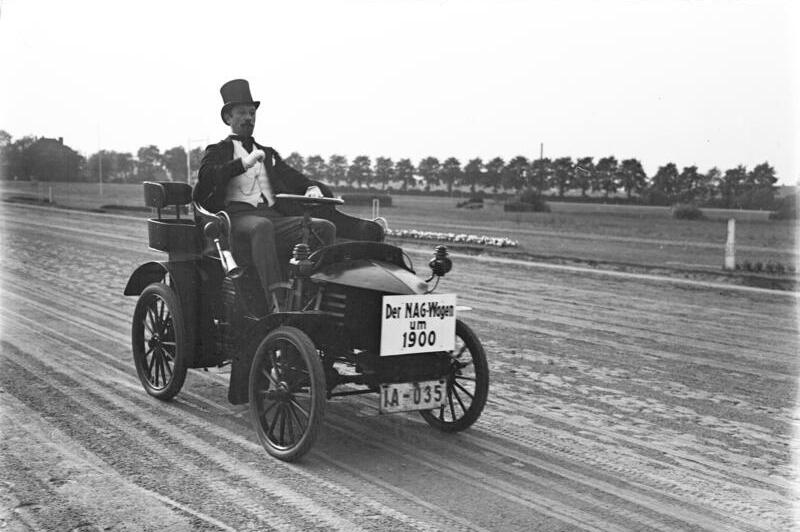
N.A.G. Klingenberg

Після покупки Вальтер Ратенау, син Еміля, стає директором нового підприємства, яке він вирішив назвати Neue Automobil-Gesellschaft («Нове автомобільне підприємство»), або N.A.G.. Машина стала називатися N.A.G. Klingenberg.
Цю машину випускали до 1903 року, продавши близько 40 екземплярів, що цікаво, до останнього часу єдиний вцілілий екземпляр можна було побачити в Московському політехнічному музеї, але зараз машина знаходиться в Німеччині, звідки і була вивезена в 1945 році.
До речі, про Вальтера Ратенау можна взагалі цілу книгу написати, він був не тільки директором NAG, AEG, але й був яскравим німецьким політиком-націоналістом, так, не дивлячись на те, що він був євреєм, він був затятим германофілом-націоналістом, саме за його порадою під час Першої світової до Німеччини стали зганяти жителів Бельгії для примусових робіт на заводах. Під час війни Ратенау був міністром сировинної промисловості Пруссії. Після війни він став міністром закордонних справ, а в 1922 році його підірвали вже радикальні націоналісти-німці.

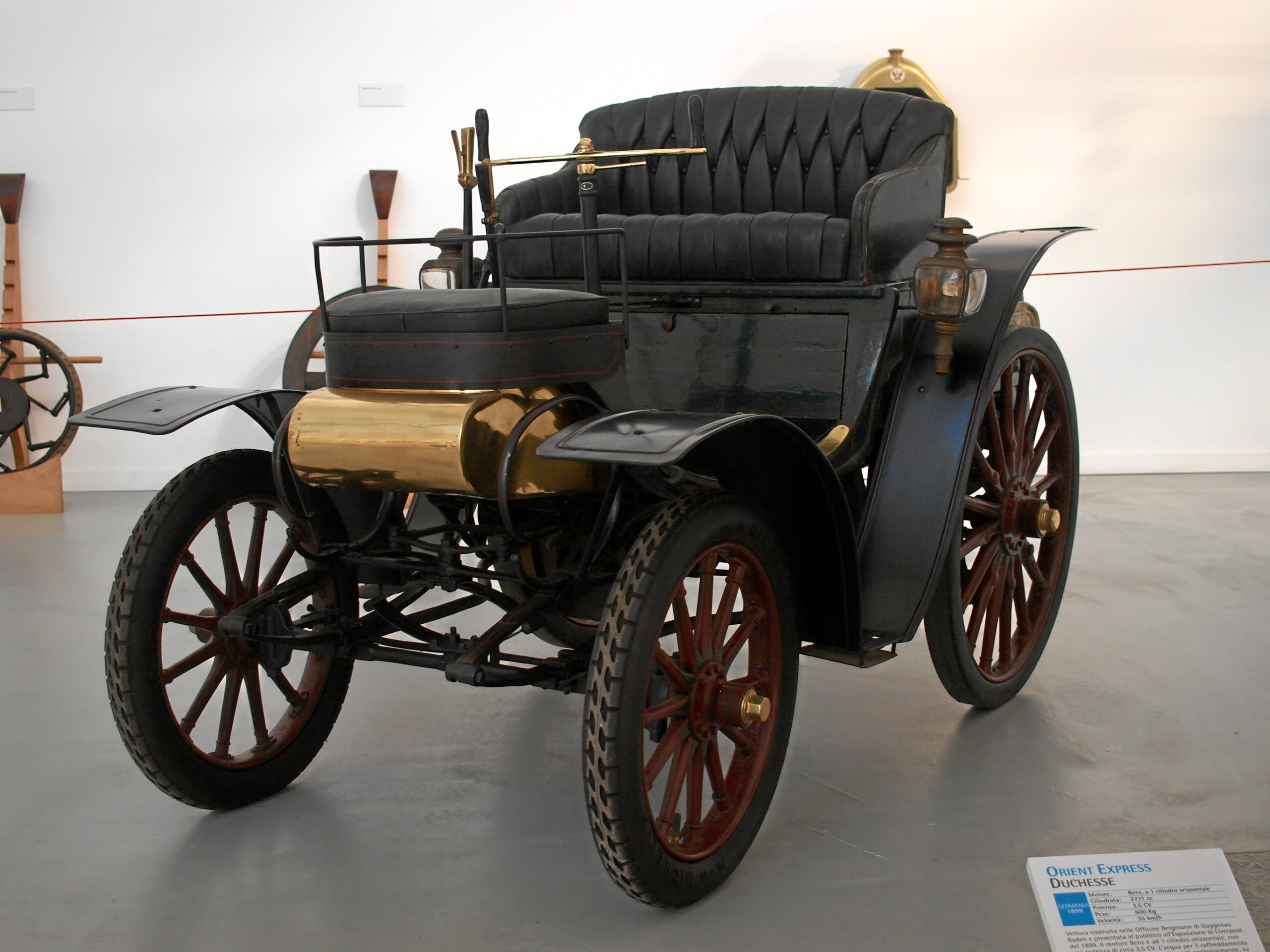
Orient Express

В 1902 році N.A.G. купує автомобільне відділення кузовобудівної фірми Kühlstein Gesellschaft, яке називалося Kühlstein Wagenbau Gesellschaft. У цьому відділі технічним директором був Йозеф Фольмер, в 1895 році працював у фірмі з Гаггенау — Bergmann Industriewerke. Працюючи в цій фірмі, він побудував автомобіль Orient Express, який оснащувався 1-циліндровим 2.7 л мотором Бенца, і мав 10 важелів управління, що робило цей автомобіль важко керованим.
У 1897 році Фольмер прийшов в Kühlstein Wagenbau Gesellschaft, який знаходився в передмісті Берліна — Шарлоттенбурзі. Ця фірма випускала електромобілі, а також автомобілі з ДВЗ за ліцензією французької фірми Jeantaud.

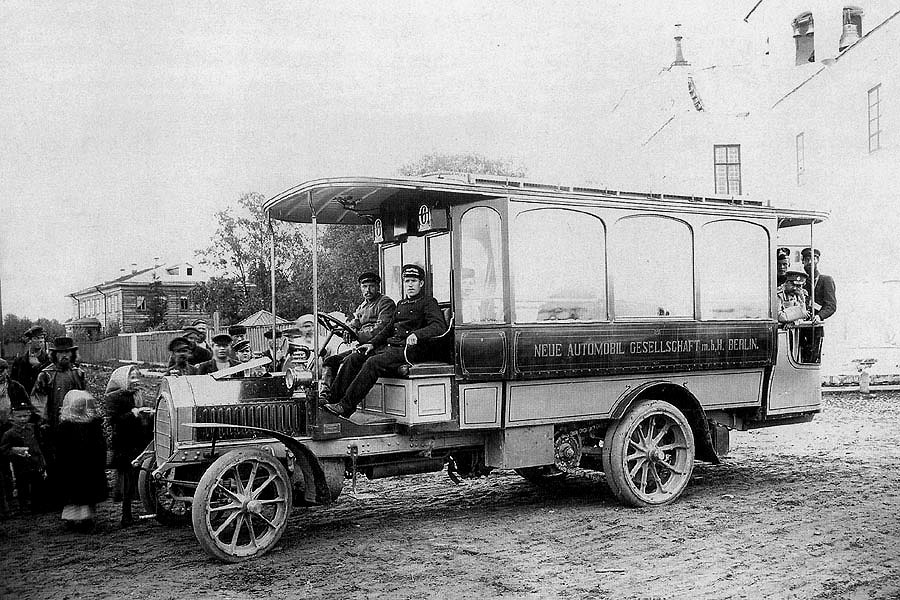
Автобус на базі N.A.G. Typ B 20/24PS

Після покупки N.A.G. шарлоттенбурзької фірми Йозеф Фольмер став головним інженером N.A.G., і під його керівництвом починається розробка перших власних автомобілів. У 1903 році з'являються дві моделі — Typ A 10PS і Typ B 20/24PS. Перший оснащувався 2-циліндровим 1.9 л 10-сильним мотором і карданним приводом, а другий — великий 4-циліндровий автомобіль з мотором 5.2 л і потужністю 24 сили, мав 4-ступінчасту коробку передач і ланцюговий привід.
У жовтні 1903 року один з директорів N.A.G. — Госсі, здобув перемогу в перегонах Trabrennbahn, які проходили на захід від Берліна. Це послужило хорошою рекламою, і незабаром 250 автомобілів цієї марки були замовлені таксофірмою Automobil Betriebs GmbH.

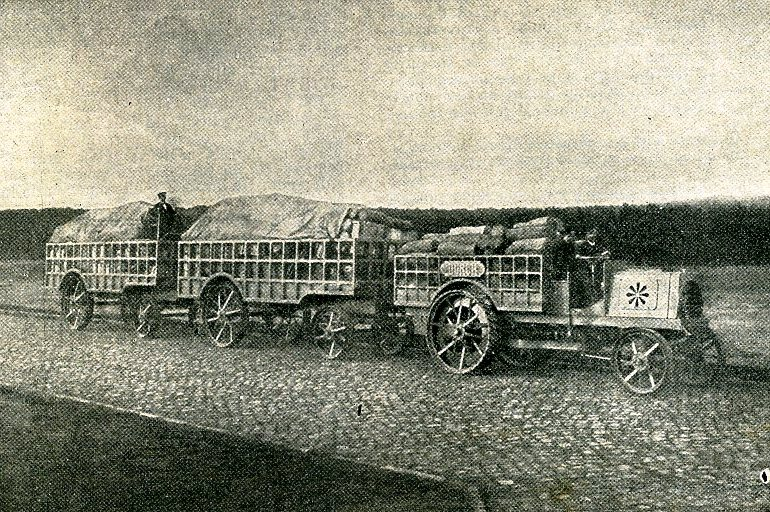
N.A.G. Durch-Lastzug

Крім цих двох автомобілів, Фольмер побудував перший в світі вантажний автопоїзд.
Так що розвиток вантажного та легкового транспорту вівся паралельно.
У 1905 році у виробництві була одна модель — Typ B2 40/45PS, це був 8-літровий 4-циліндровий 55-сильний автомобіль. У 1907 році один такий автомобіль був подарований дружині Кайзера Пруссії — Августі Вільгельміні, яка стала відданою прихильницею цієї марки, в той час, як сам Кайзер віддавав перевагу великим «Мерседесам».
У 1906 році Фольмер покинув компанію, почавши працювати у фірмі Lloyd, до речі, Фольмер буде пізніше одним із батьків стандартизації, і буде стояти біля витоків DIN.
У 1907 році фірма випускає нову модель зменшеного об'єму — Typ AC4 10/18PS, під капотом якої ховається 2.6 л двигун. Тоді з'являється перший електромобіль цієї фірми, який був створений за замовленням постійного клієнта — таксофірми A.B.G., також стали випускати двоповерхові омнібуси для берлінських омнібусних фірм Allgemeine Berliner Omnibus AG і Große Berliner Motor-Omnibus Gesellschaft.

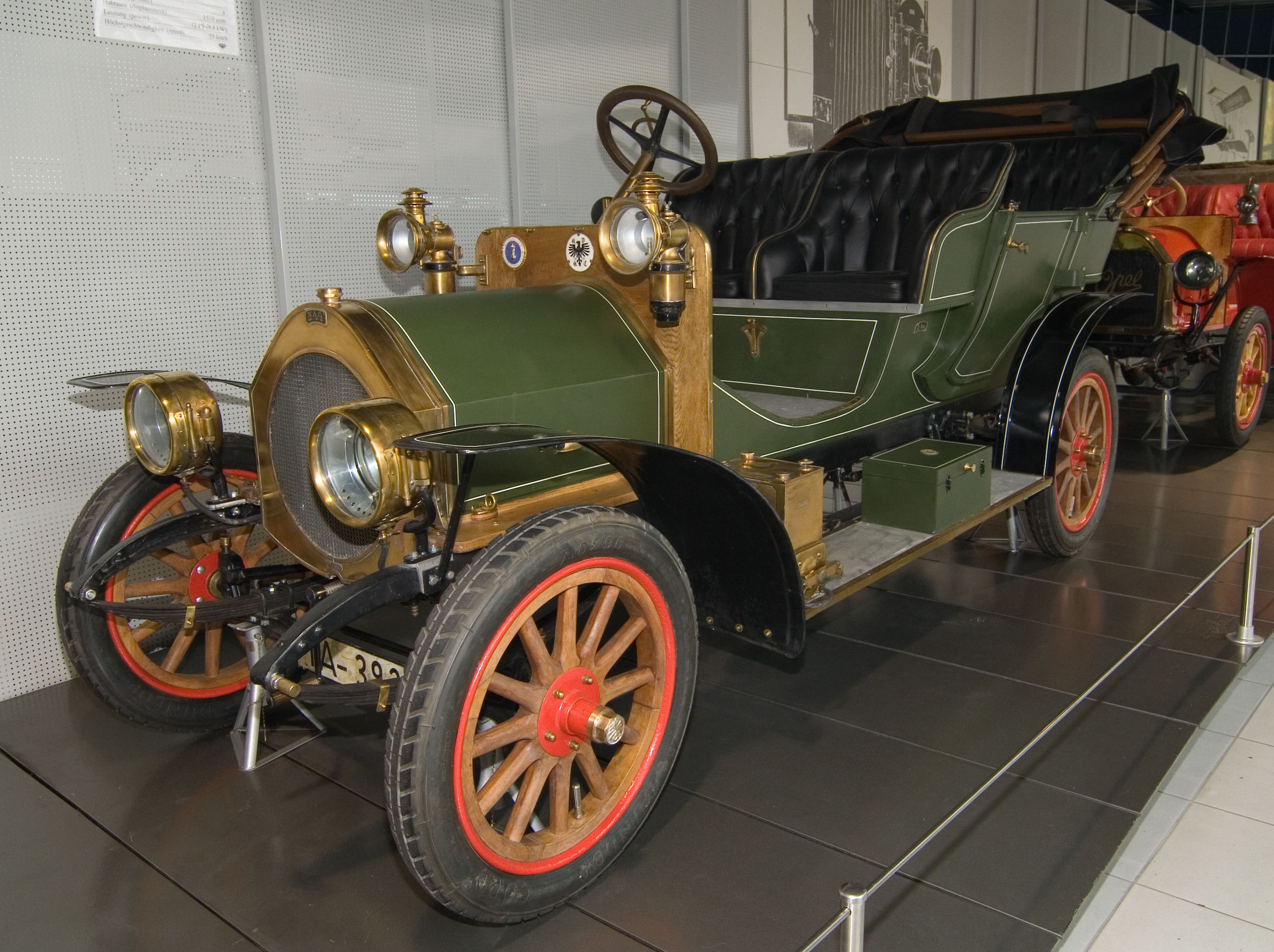
N.A.G. Typ N2 6/12PS Puck Double Phaeton

У 1908 році почалося виробництво малолітражної моделі Typ N2 6/12PS, яка отримала додаткову назву — Puck. Під капотом у «Пука» був 1.5 л мотор, потужністю 12 к.с., коробка передач була 3-ступінчастою.

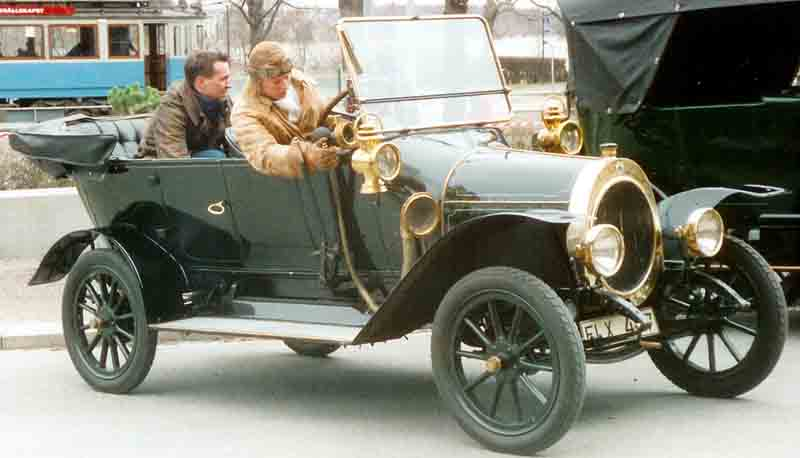
N.A.G. Typ К2 6/18PS Darling Phaeton

В цей же час фірма здобуває незалежність від концерну А.Е.G., а з виробництва знімають 8-літрову модель. Через рік за нею пішла 2.6 л машина. «Пук» залишався одним у виробництві до 1911 року, поки йому на зміну не прийшла модернізована модель. Машина отримала індекс Typ K2 6/18PS Darling, під капотом у неї також переховувався 1.5 л мотор, але зменшеного об'єму, а потужність становила вже 18 сил.

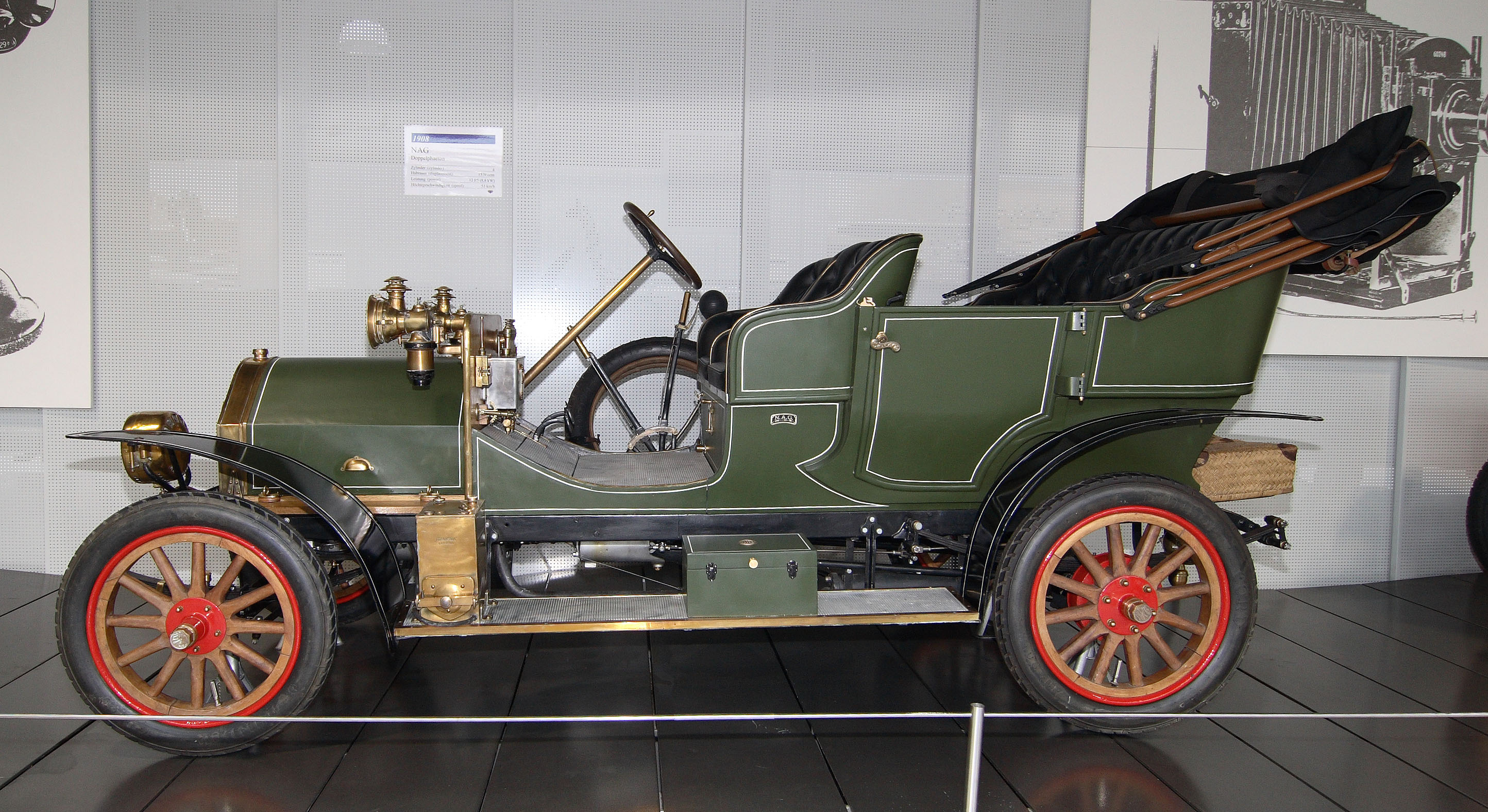
N.A.G. Typ N2 6/12PS Puck Double Phaeton

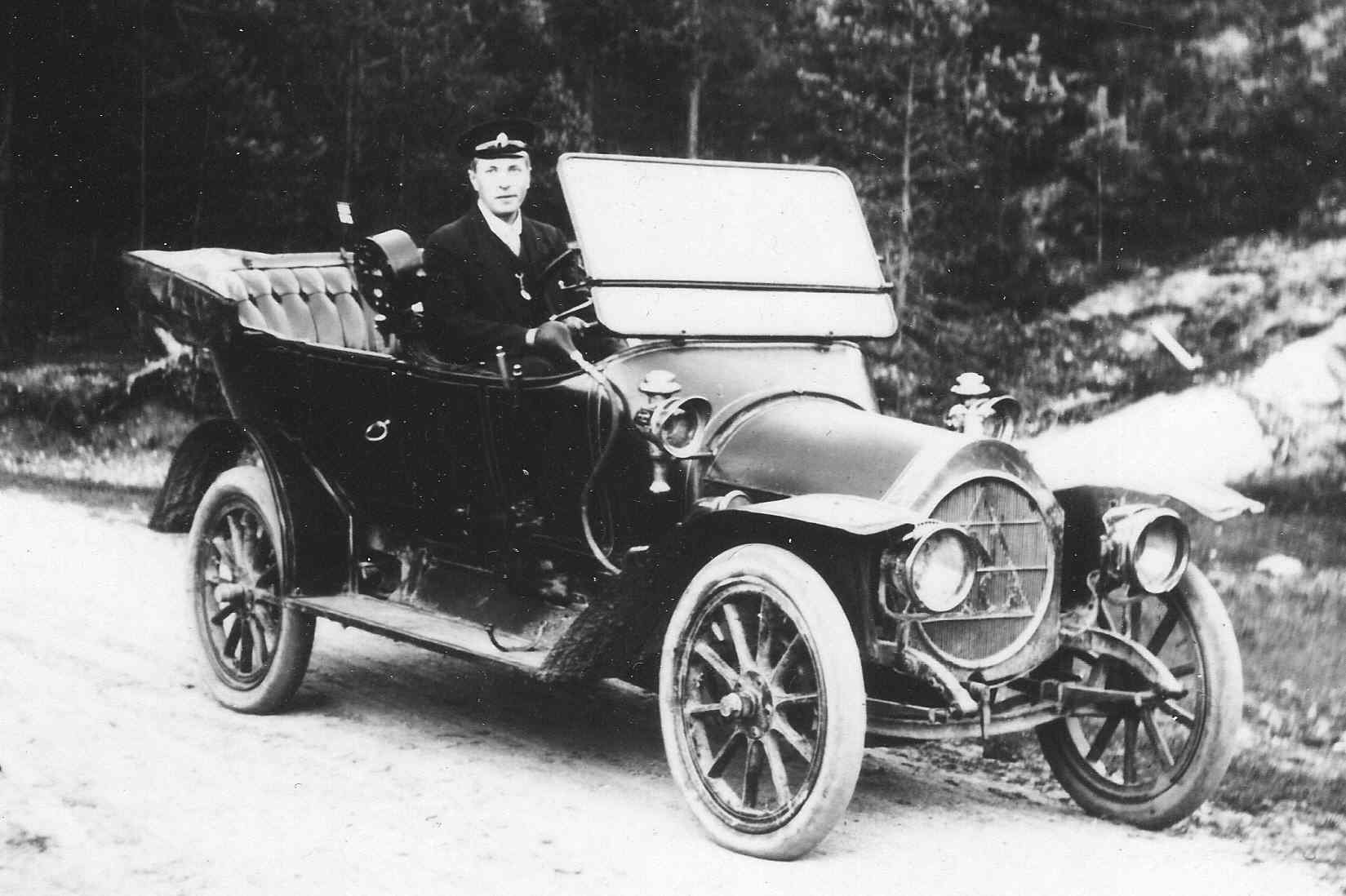
N.A.G. Typ К2 6/18PS Darling Phaeton

Через рік модельний ряд поповнили відразу три моделі: Typ K3 8/22PS з 2.1 л мотором, Typ K5 13/55PS з 3.3 л двигуном, Typ K6 25/35PS з 5.2 л, і величезний 8.5-літровий автомобіль Typ K8 33/75PS, всі ці машини оснащувалися 4-ступінчастою коробкою передач.

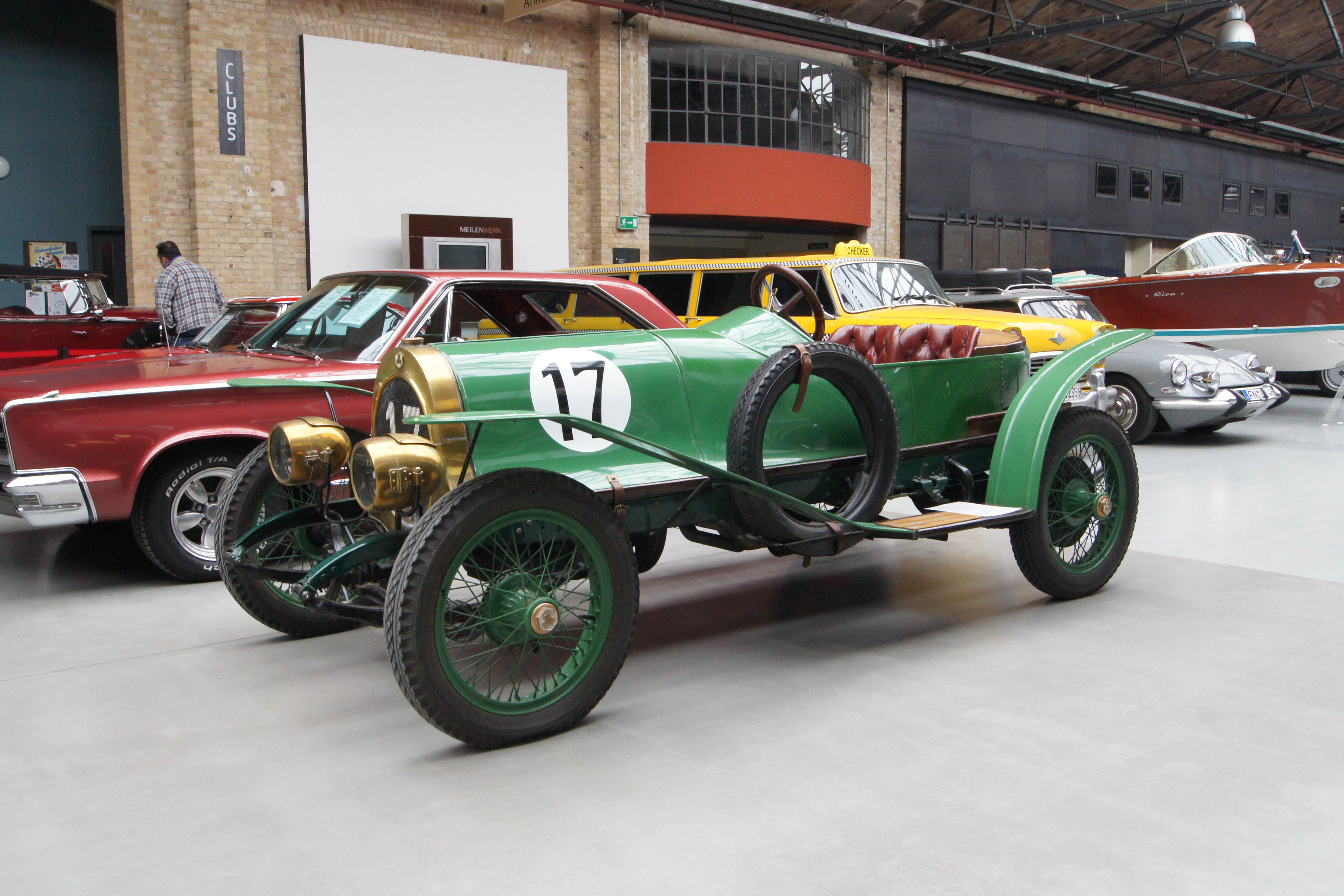
N.A.G. К4 10/25PS Rennwagen

У 1913 році додалася модель К4 10/30PS з 2.5 л мотором, спеціально підготовлена машина стала переможцем однієї з щорічних гонок, що проходять у Швеції, так звані «Шведські зимові перегони» на кубок Гетеборга.
З початком війни виробництво легкових автомобілів призупинилося, фірма стала поставляти німецькій армії вантажівки Typ B 07 17 з в/п в 3.5 т і мотором, потужністю в 32 сили, і 5-тонники Typ S 8 5 з 45-сильним агрегатом. У 1915 році керівництво компанії вирішило поміняти назву фірми, і тепер ініціали розшифровувалися як Nationale Automobil Gesellschaft AG, тобто «Національне Автомобільне Підприємство».
Після війни було вирішено відновити виробництво єдиної, більш свіжої моделі — К4. Тоді ж N.A.G. разом з фірмами Brennabor, Hansa, Hansa-Lloyd, Helios і Hannoversche Waggonfabrik створюють союз німецьких автомобільних заводів — Gemeinschaft Deutscher Automobilfabriken, головна мета союзу — не конкуренція, а загальне виживання в складні післявоєнні роки.

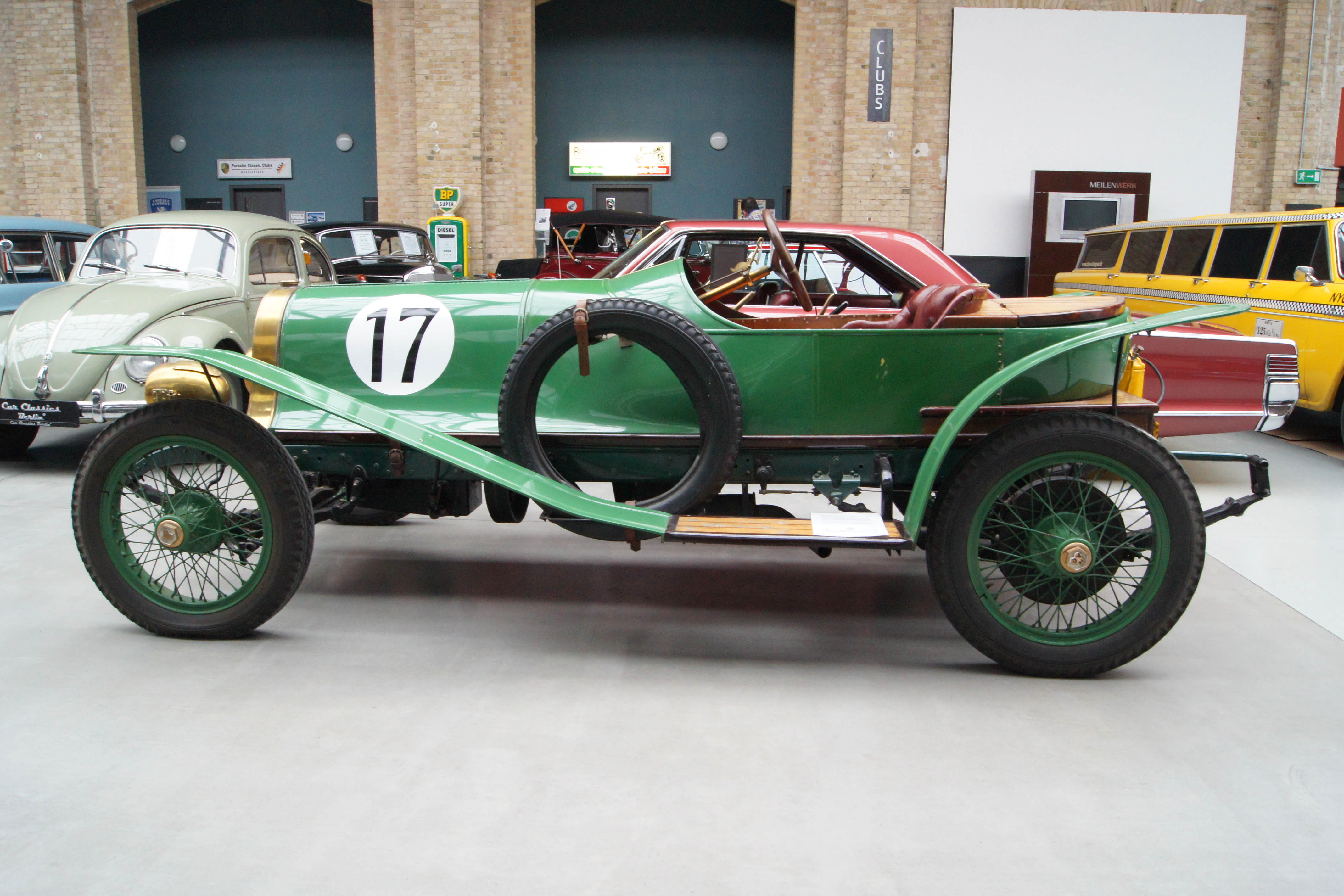
N.A.G. К4 10/25PS Rennwagen

У 1920 році на підприємство приходить працювати Крістіан Ріккен, який до цього працював на бельгійському «Металлюржік», але після війни вирішив повернутися на історичну батьківщину. Він починає проектувати нову модель, яку назвали С4. Як і попередник, К4, машина оснащувалася 2.6 л мотором, потужністю 30 сил.
Ріккен в 1921 році взяв участь на гонках Grunewald-Rennen, в яких зайняв перше місце.
У 1922 році Ріккен будує спеціальну спортивну версію, мотор якої був форсований до 45 сил, машина отримала індекс С4b, і в цей раз він займає перше місце на трасі Авус. Через рік він бере участь у Всеросійському автопробігу разом з 49 іншими учасниками, до фінішу доїхало 48 екіпажів, серед лідерів значився і автомобіль марки N.A.G..

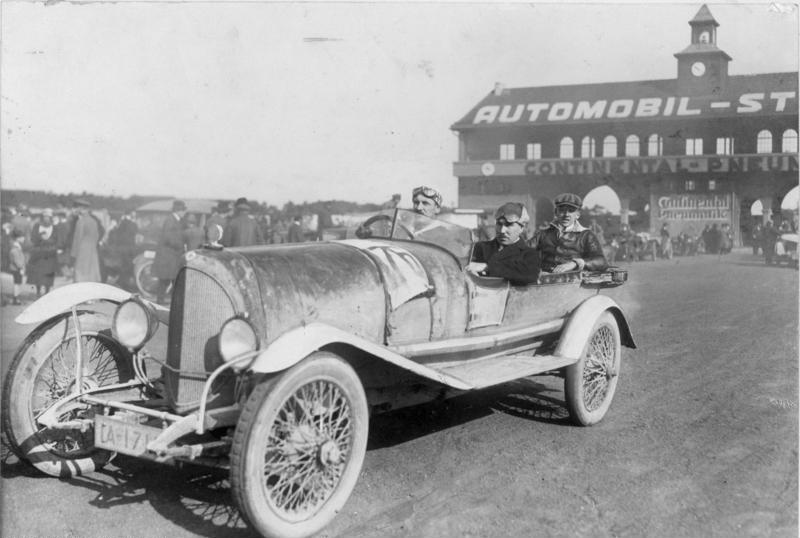
N.A.G. C4b 10/45PS Monza

У 1924 році Ріккен виставив машину на 24-годинну гонку в Монці, подолавши 2583 км, він прийшов до фінішу першим, сильно випередивши Антоніо Аскарі, який фінішував другим на Alfa Romeo P2 з 2-літровим 8-циліндровим мотором. Після цієї перемоги за N.A.G. C4b 10/45PS закріпилося ім'я Monza.

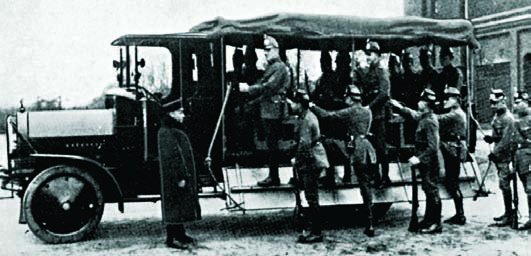
N.A.G. KL8

У 1924 році С4 змінює модель D4, мотор був трохи збільшений в об'ємі, але потужність піднялася аж до 45 сил. База також була збільшена на 20 см. Разом з нею з'явилася й нова спортивна версія, яка розвивала 50 сил, а база була зменшена навіть у порівнянні з попередньою машиною, ця модель отримала індекс C4m.
У 1926 році Ріккен бере участь у Гран-прі Німеччини, де займає друге місце, поступившись якимись секундами Рудольфу Караччіолі, який виступав на 8-циліндровому «Мерседесі».

## Автомобілі N.A.G.-Protos та N.A.G.-Presto

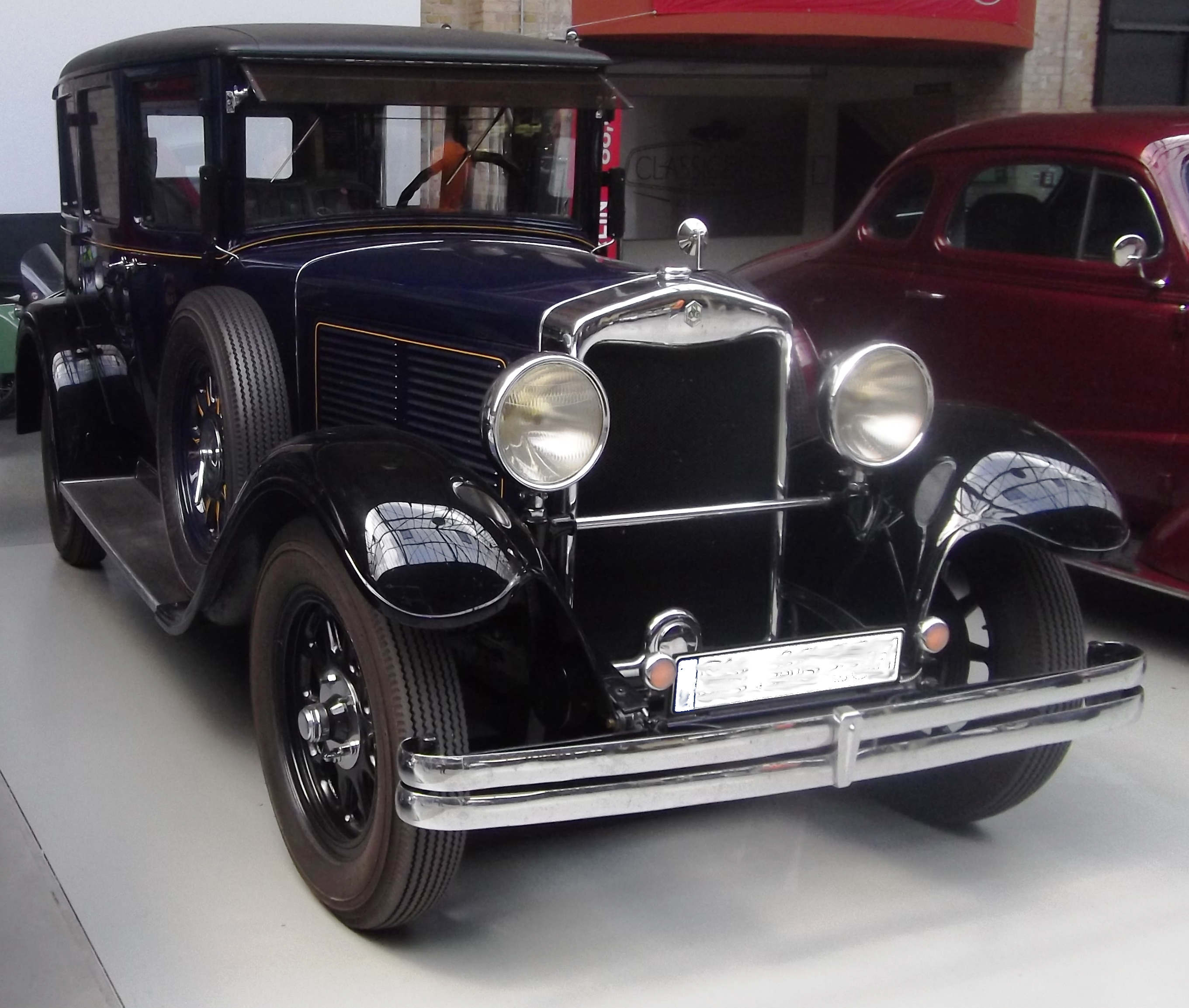
N.A.G.-Protos D6 12/60PS Limousine

У тому ж році Ріккен будує нову 6-циліндрову модель D6. 3.1 л мотор був встановлений на нові шасі з П-подібного профілю, однак в цей же час компанія купує стару німецьку фірму Protos, яка належить компанії Siemens-Schuckert-Werke. І автомобілі починають називатися N.A.G.-Protos.
Через рік модельний ряд поповнює D7 з 3.6л мотором, потужністю 70 сил. Він став останнім автомобілем, розробленим Ріккеном, який покинув фірму. У 1927 році N.A.G. поглинає ще одну фірму — Presto, яка сама тільки що купила фірму Dux. У фірми «Престо» було дві моделі — з моторами 2.6 л і 3.0 л, потужністю 50 к.с. і 55 к.с.. Ці машини стали продавати як N.A.G.-Presto Typ F 10/50PS і Typ G 12/55PS, проте ці машини протрималися у виробництві до 1928 року, оскільки були ненадійні. Всього їх встигли реалізувати в кількості 1000 примірників.
А тим часом замість Ріккена місце головного інженера займає француз Габріель Ленард. Під керівництвом Ленарда наприкінці 1927 року автомобілі конструкції Ріккена піддаються модернізації: вони отримують кузови в американському стилі і 3-ступінчасті коробки передач з автоматичним відцентровим зчеплення. Оновлені машини отримують індекс Typ 201 12/60PS і Typ 204 14/70PS.

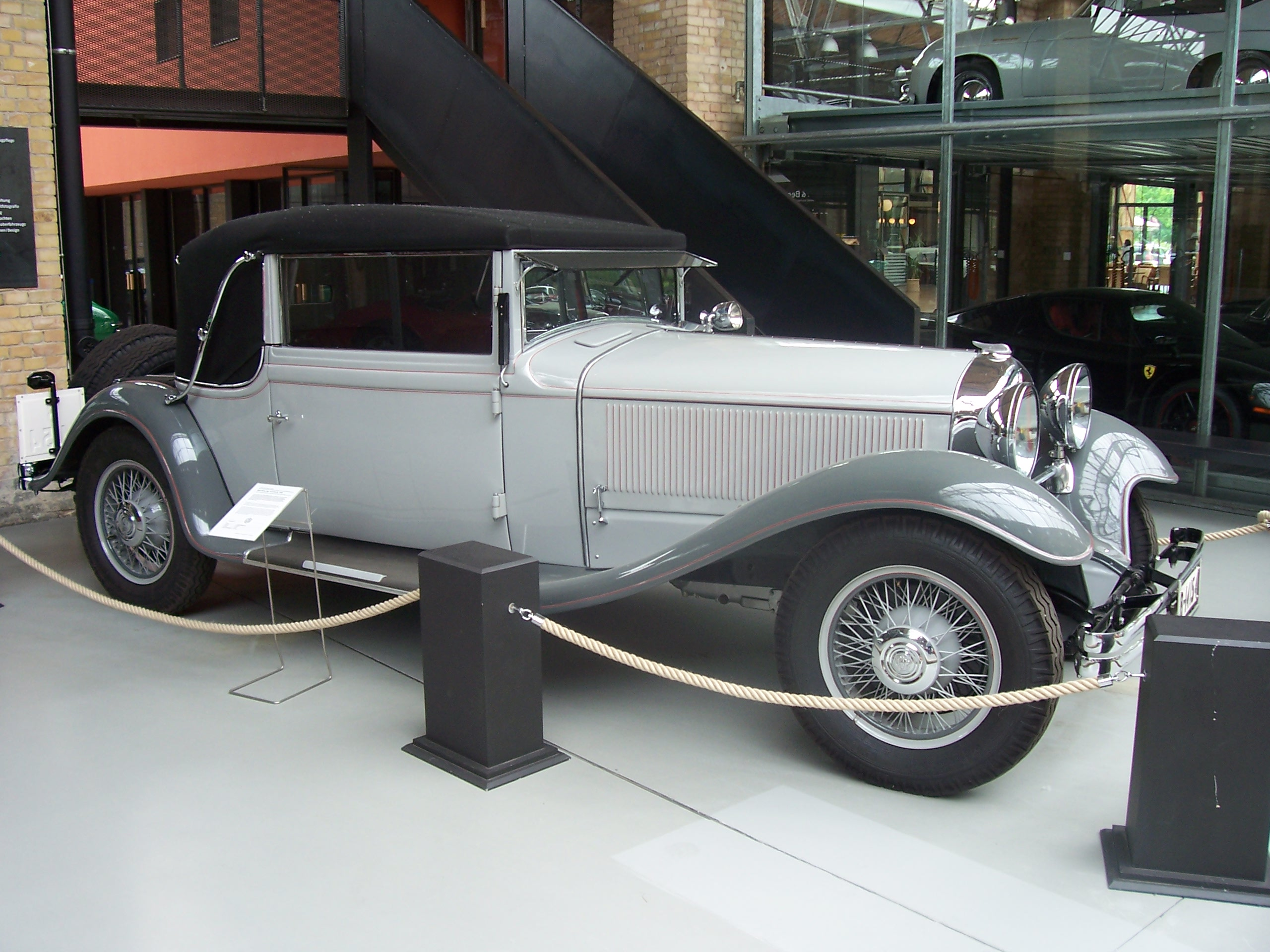
N.A.G.-Protos Typ 204 14/70PS Cabriolet Drauz

Проте конкуренти пропонували автомобілі з 8-циліндровими моторами, і Ленард вирішує теж будувати рядний 8-циліндровий мотор, однак терпить фіаско, оскільки колінчастий вал через його довжину піддається деформації.
Тоді замість француза запрошують Пауля Хенце, який працював у фірмах Cudell, Imperia, Simson-Supra і Steiger. Хенце починає проектувати новий V-подібний двигун. Попутно він модернізує автомобілі, що вже випускалися. 6-циліндрові моделі отримують нові низькі шасі, мотор збільшується до 4-х літрів, а потужність — до 80 сил. Машини отримали індекс 207 16/80PS і 208 16/80PS, перший варіант оснащувався кузовами пульман-лімузин, пульман-кабріолет і фаетон, другий мав більш низький 2-дверний кузов типу кабріолет.
Однак, поступаючись в продажах вантажних машин фірмі Daimler-Benz AG, N.A.G. підписує в жовтні 1930 року угоду з фірмою Büssing AG, яка також виробляє вантажні автомобілі, про спільне виробництво вантажівок, і засновує фірму Vereinigte Nutzkraftwagen AG.
Ще до цієї події N.A.G. встигає придбати інженерну фірму з Берліна — Voran-Automobilbau AG, управляє якою Ріхард Бюссіен. Бюссіен експериментував з переднім приводом, і це зацікавило Хенце.
Тим часом у лютому 1931 року на Берлінській автомобільній виставці був представлений перший німецький автомобіль з мотором конструкції V8. Це був 4.5 л двигун, який розвивав 100 сил, трансмісія була 4-ступінчастою, що дозволяло розганятися цим великим автомобілям до 120 км/год. За традиціями 4- і 2-дверні моделі мали різний індекс, не дивлячись на ідентичність довжини бази та технічного оснащення, називалися ці машини Typ 218 18/100PS і Typ 219 18/100PS.
Поруч із серійними машинами стояв прототип з цим же мотором — N.A.G.-Voran V8 Typ 212 18/100PS, але на передньоприводному шасі — спільна робота Бюссіена і Хенце. Автомобіль мав хребтову раму і незалежну підвіску всіх коліс, однак машина залишилася непоміченою в цей кризовий час, і, не знайшовши гроші на її виробництво, машина так і залишилася концепткаром.
Наприкінці 1932 року N.A.G. повністю поглинає фірму Büssing, і тепер вантажні машини носять марку Büssing-NAG. У лютому 1933 року Хенце і Бюссіен представляють своє чергове творіння — N.A.G.-Voran Typ 220 6/30PS. Автомобіль був передньопривідний, мотор, об'ємом 1.5 л, мав опозитне розташування 4-х циліндрів і повітряне охолодження. Щоб здешевити конструкцію, приятелі запропонували варіант, за яким працювала фірма DKW, тобто кузов робився з дерева, фанери і штучної шкіри.

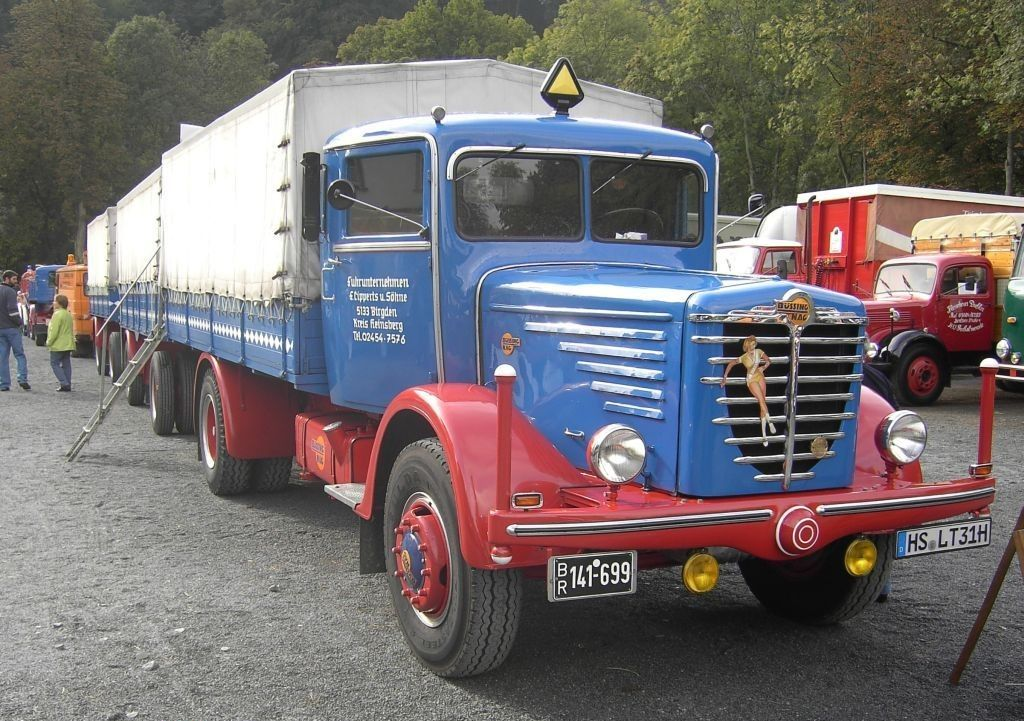
Büssing-N.A.G. 5000S

Однак публіка машину не прийняла, оскільки N.A.G. асоціювався з дорогими машинами, а не з народними моделями. У 1934 році Мартін Штолле переглянув конструкцію моделі 220, він зробив мотор тихішим. Запропонував використовувати суцільнометалевий кузов, встановив гідравлічний привід гальм і незалежну підвіску всіх коліс. Але і цей автомобіль не купувався, оскільки був дорожчим за однокласників, тоді машина була запропонована таксистам на виплату, і ті розібрали всі 500 випущених екземплярів.

## Припинення виробництва автомобілів. Закриття компанії
У зв'язку з тим, що легкова продукція розходилася занадто маленьким тиражем, було вирішено згорнути їх виробництво і зосередитися на вантажних автомобілях, замовлення на які різко зросли з приходом до влади Гітлера. Тоді ж заводи, які належали фірмам Dux і Presto, були продані концерну Auto Union.
У 1937 році підприємство Büssing-N.A.G. почало випускати військову техніку, в тому числі і Sd.Kfz.234/2 Puma (з 1940 року).
Після війни заводи Büsing-N.A.G., які перебували в Берліні, опинилися в радянській зоні окупації, все обладнання було демонтовано і перевезено в СРСР. У 1954 році родина Бюзінгів викуповує акції у концерну AEG, і фірма Büssing-NAG Nutzkraftwagen GmbH перейменовується в Büssing Nutzkraftwagen GmbH, тим самим ім'я N.A.G. остаточно відходить в історію. Сам же Бюзінг в 1971 році був поглинений фірмою MAN, до 1974 року машини називалися MAN-Büssing, але потім прізвище Бюзінг зниклj, і в пам'ять про неї залишився тільки лев на емблемі вантажівок фірми MAN.

## Список легкових автомобілів N.A.G
- 1902 — N.A.G. Klingenberg
- 1903 — N.A.G. Typ A
  - N.A.G. Typ B
- 1905 — N.A.G. Typ B2
- 1907 — N.A.G. Typ AC4
- 1908 — N.A.G. Typ N2 Puck
- 1911 — N.A.G. Typ K2 Darling
- 1912 — N.A.G. Typ K3
  - N.A.G. Typ K5
  - N.A.G. Typ K6
  - N.A.G. Typ K8
- 1913 — N.A.G. K4
- 1920 — N.A.G. C4
- 1922 — N.A.G. C4b Monza
- 1924 — N.A.G. D4
- 1925 — N.A.G. C4m
- 1926 — N.A.G. D6

## Список автомобілів N.A.G.-Protos
- 1926 — N.A.G.-Protos D6
- 1927 — N.A.G.-Protos D7
- 1928 — N.A.G.-Protos Typ 201
  - N.A.G.-Protos Typ 204
- 1930 — N.A.G.-Protos Typ 207
  - N.A.G.-Protos Typ 208
- 1931 — N.A.G.-Protos Typ 218
  - N.A.G.-Protos Typ 219

## Список автомобілів N.A.G.-Presto
- 1927 — N.A.G.-Presto Typ F
  - N.A.G.-Presto Typ G

## Список автомобілів N.A.G.-Voran
- 1933 — N.A.G.-Voran Typ 220